# Jhusi
Jhusi è una suddivisione dell'India, classificata come nagar panchayat, di 13.633 abitanti, situata nel distretto di Allahabad, nello stato federato dell'Uttar Pradesh. 